# San Martín, Soteapan
San Martín är en ort i Mexiko.   Den ligger i kommunen Soteapan och delstaten Veracruz, i den sydöstra delen av landet, 500 km öster om huvudstaden Mexico City. San Martín ligger 825 meter över havet och antalet invånare är 174.
Terrängen runt San Martín är huvudsakligen kuperad, men åt sydväst är den platt. Runt San Martín är det ganska tätbefolkat, med 70 invånare per kvadratkilometer. Närmaste större samhälle är Catemaco, 18,8 km väster om San Martín. Omgivningarna runt San Martín är en mosaik av jordbruksmark och naturlig växtlighet.